# سولو (الفلبين)
سولو هي مقاطعة في الفلبين، تقع في الحكم الذاتي الاقليمي لمسلمي مندناو، بلغ عدد سكانها 718,290 نسمة وذلك حسب إحصائيات سنة 2010، عاصمتها جولو، تبلغ مساحتها 1,600.40 كيلومتر مربع، رمزها البريدي هو 7400–7416.

## الموقع
تشترك في الحدود مع:
- تاوي تاوي
- باسيلان.

## التقسيمات الإدارية
- Banguingui, Sulu [الإنجليزية]‏
- Hadji Panglima Tahil [الإنجليزية]‏
- Indanan [الإنجليزية]‏
- جولو
- Kalingalan Caluang [الإنجليزية]‏
- Lugus, Sulu [الإنجليزية]‏
- Luuk, Sulu [الإنجليزية]‏
- Maimbung [الإنجليزية]‏
- Panamao [الإنجليزية]‏
- Omar, Sulu [الإنجليزية]‏
- Pandami [الإنجليزية]‏
- Panglima Estino [الإنجليزية]‏
- Pangutaran [الإنجليزية]‏
- Parang, Sulu [الإنجليزية]‏
- Pata, Sulu [الإنجليزية]‏
- Patikul [الإنجليزية]‏
- Siasi [الإنجليزية]‏
- Talipao [الإنجليزية]‏
- Tapul [الإنجليزية]‏.